# Rivière Lesueur
Rivière Lesueur är ett vattendrag i Kanada.   Det ligger i provinsen Québec, i den sydöstra delen av landet, 210 km norr om huvudstaden Ottawa.
I omgivningarna runt Rivière Lesueur växer i huvudsak blandskog. Trakten runt Rivière Lesueur är nära nog obefolkad, med mindre än två invånare per kvadratkilometer.